# Naturalismens litteratur
Naturalismen var en litterär rörelse under 1800-talets senare hälft. Den var en radikal form av realism, som påverkad av tidens naturvetenskapliga strömningar tog fram manifest för hur litteratur skulle skrivas. Den viktigaste och mest produktiva naturalistiska författaren var Émile Zola, som 1880 skrev ett manifest om sin litterära naturalism i skriften Den experimentella romanen (Le Roman expérimental), i vilket han talar för att införa naturvetenskapliga metoder i romanen. Enligt manifestet ska författaren bestämma förutsättningar för karaktärerna och sedan skriva romanen som ett experiment om vad som händer utifrån dessa förutsättningar. 
En av naturalismens viktigaste teoretiker anses vara kritikern Hippolyte Taine, vars uttalande om att "[l]ast och dygd är produkter som vitriol och socker", från inledningen till Histoire de la littérature anglaise (1863–1864), närmast har blivit ett motto för naturalismen. Taines och naturalismens materialistiska och deterministiska filosofi passade väl in i den rådande tidsandan, då vetenskapen om människan växte fram och de stora framstegen inom naturvetenskaperna gav genklang i hela världen. Detta skapade en positiv syn på vetenskapen. I denna tids optimistiska vetenskapstro blev också för första gången samhället och människan objekt som gick att undersöka. Detta gjordes gärna i naiv analogi med naturvetenskaperna, och de humanvetenskaper som växte fram inom till exempel samhällsvetenskapen (till exempel Durkheim) är således också starkt färgade av en materialistisk och positivistisk syn på människan, och vilka kunskaper man kan ha om henne. Taine ansåg att litteraturen var ett redskap sida vid sida med vetenskaperna, i det att den kunde frammana en ultimat levande verklighet. Örjan Lindberger uttryckte det som att ”[d]ikten kan framställa verkligheten som levande verklighet på ett sätt som i regel är historien eller samhällsvetenskapen och statistiken förmenat".
Det var tron på vetenskapen som metod att förändra samhället som utgjorde grunden för de naturalistiska idéerna. Det fanns därför naturalistiska författare som såg sig som ett avantgarde, och andra med socialistiskt färgade idéer. Innehållsmässigt kan man beskriva romanerna som skildringar av studier av karaktärer, som ses som resultatet av omkringliggande faktorer, till exempel medfödda egenskaper, miljö och om man följer "naturen" eller bryter mot den. Detta är fallet i Strindbergs Fröken Julie och i många av Zolas romaner, som Thérèse Raquin. När man i Europa i samband med första världskriget förlorade den utvecklingsoptimism som hade präglat det sena 1800-talet dog den positivism som hade varit naturalismens drivmedel i princip ut. Då hade litteraturen sedan flera år börjat att tas över av olika högmodernistiska strömningar.

## Exempel på litteratur
- Gustave Flaubert – Madame Bovary
- Émile Zola – Thérèse Raquin
- Henrik Ibsen – Ett dockhem (drama)
- August Strindberg – Fröken Julie (drama)
- August Strindberg – Fadren (drama)
- Gerhart Hauptmann – Vävarna (drama)
- Fjodor Dostojevskij – Brott och straff
- Stephen Crane – Den öppna båten